# Ragusa (wolne konsorcjum miejskie)
Ragusa (wł. Ragusa, ofic. Libero consorzio comunale di Ragusa) – wolne konsorcjum miejskie, jednostka podziału administracyjnego Sycylii (drugi szczebel podziału administracyjnego Włoch, odpowiednik prowincji w innych częściach kraju). Siedziba znajduje się w Ragusie. Do 2015 roku jednostka stanowiła prowincję – z dniem 4 sierpnia 2015 prowincja Ragusa została zniesiona i zastąpiona przez wolne konsorcjum miejskie Ragusa.
Ragusa dzieli się na 12 gmin.